# 霍内拉特
霍内拉特是德国莱茵兰-普法尔茨州的一个市镇。总面积2.01平方公里，总人口212人，其中男性117人，女性95人（2011年12月31日），人口密度105人/平方公里。